# البغاغزة
ابغاغزة هي قرية مغربية شمال المملكة. تنتمي ابغاغزة لعمالة تطوان الساحلي. تضم هذه القرية 6.457 نسمة (إحصاء 2004).